# Первый мяч (фильм)
«Первый мяч» — советский короткометражный фильм 1962 года режиссёра Николая Розанцева. По одноименному рассказу Анатолия Зильберборта.

## Сюжет
Накануне матча на кубок страны в команде футболистов упадническое настроение — тренер болен, несколько дней идет дождь, тренироваться никому не хочется… Неожиданное появление в раздевалке спортсменов мальчишки, просящего взять его вратарем, как бы стряхивает с футболистов унылое оцепенение, и они выходят на поле, прихватив с собой настойчивого парнишку…

## В ролях
- Сергей Гурзо
- Александр Суснин — Лёнька
- Павел Кашлаков — Мика
- Георгий Сатини — вратарь Лёша
- Геннадий Нилов — Володя
- Лев Жуков — Тимоха
- Ольга Аверичева — тётя Паша, уборщица

## Критика
К сожалению, хороший рассказ А. Зильберборта, положенный в основу фильма «Первый мяч», потерял свое обаяние в сценарии и постановке Н. Розанцева (киностудия «Ленфильм»). Заложенная в нем мысль оказалась огрубленной и не вывела киноновеллу за пределы частного случая, показанное не стало в какой-то мере уроком жизни. Bce происходящее, напротив, раздражает какой-то придуманностью, хотя Н. Розанцев как раз нагнетает детали, призванные убедить в реальности происходящего. Вредит фильму то, что мальчишка играет вымученно и ненатурально. Новелле не хватает главного — тонкой психологической разработки, поэтического осмысления.— Искусство кино, 1963